# 山鹿市立内田小学校
山鹿市立内田小学校（やまがしりつ うちだしょうがっこう）は、熊本県山鹿市菊鹿町上内田にあった小学校。

## 沿革
- 1873年 - 矢谷、相良、山内、上内田の各小学校開校。
- 1879年6月 - 矢谷、相良、波留、山内に各校が所在。
- 1883年 - 山鹿高等小学校、菊池高等小学校創立。
- 1884年 - 波留、山内、矢谷、相良の4公立小学校の合併新築落成につき、村立尋常上内田小学校として開校。矢谷、山内は分教場となる。
- 1885年 - 木野、菁莪が合併し木野小学校となる。
- 1896年 - 来民高等小学校創立。
- 1903年 - 来民高等小学校内田分室設置。
- 1910年 - 高等科併置。
- 1912年 - 来民高等小学校廃止。上内田尋常高等小学校と改称。
- 1941年4月1日 - 内田国民学校と改称。
- 1947年4月1日 - 内田村立内田小学校と改称。
- 1955年4月1日 - 菊鹿村立内田小学校と改称。
- 1965年10月1日 - 菊鹿町立内田小学校と改称。
- 2005年1月15日 - 山鹿市立内田小学校と改称。
- 2016年4月1日 - 山鹿市立六郷小学校、山鹿市立城北小学校、山鹿市立内田小学校矢谷分校、山鹿市立内田小学校山内分校と統合して山鹿市立菊鹿小学校へ